# HMS Fiji (58)
«Фіджі» (58) (англ. HMS Fiji (58) — військовий корабель, легкий крейсер типу «Коронна колонія» Королівського військово-морського флоту Великої Британії за часів Другої світової війни.
«Фіджі» був закладений 30 березня 1938 на верфі компанії John Brown & Company, Клайдбанк. 5 травня 1940 увійшов до складу Королівських ВМС Великої Британії.